# Adelbert von Chamisso
Louis Charles Adélaïde de Chamissot, cunoscut sub numele Adelbert von Chamisso, (n. 30 ianuarie 1781 - d. 21 august 1838) a fost un scriitor și naturalist german de origine franceză.

## Opera literară
Lirica sa are un caracter sentimental și se înscrie pe linia romantismului târziu.
- 1814: Istoria stranie a lui Peter Schlemihl (Peter Schlemihls wundersame Geschichte), capodopera sa, combinație de tragic și umor, fantastic și real;
- 1821: Însemnări despre o călătorie (Ansichten auf einer Entdeckungsreise);
- 1831: Poezii (Gedichte).

Chamisso a fost editor al revistei Deutsches Musenalmanach.